# Noah Schnapp
Noah Cameron Schnapp (født 3. oktober 2004 i New York City, New York) er en amerikansk skuespiller, som spiller Will Byers i Netflix-serien Stranger Things. Han har lagt stemme til Søren Brun i Filmen om Radiserne: Med Nuser og Søren Brun.